# The Next Step : Le Studio
 (août 2015).
Si vous disposez d'ouvrages ou d'articles de référence ou si vous connaissez des sites web de qualité traitant du thème abordé ici, merci de compléter l'article en donnant les références utiles à sa vérifiabilité et en les liant à la section « Notes et références ».
The Next Step : Le Studio (The Next Step) est une série télévisée canadienne en 206 épisodes d'environ 20 minutes sous forme de téléréalité, créée par Frank van Keeken et diffusée entre le 8 mars 2013 et le 7 avril 2019 sur Family, et la dernière saison du 10 avril au 18 septembre 2020 sur le service CBC Gem.
La série est doublée au Québec et diffusée depuis le 7 janvier 2014 sur VRAK, et en France depuis le 1er septembre 2015 sur Disney Channel et depuis le 7 novembre 2016 sur Boing (saison 3).

## Synopsis
La série suit les aventures de la troupe -A dans un studio de danse. Leur but : atteindre les régionales puis les nationales. Emily, la capitaine de la troupe -A, est en concurrence avec Michelle, une nouvelle danseuse meilleure qu'elle. Devenant la capitaine de la troupe -A, personne n'est contre, ce qui crée la jalousie d'Emily.

## Distribution

### Personnages principaux
| Acteur               | Personnage | Saison     | Saison     | Saison     | Saison     |            |            |            |            |            |            |            |    |
| Acteur               | Personnage | 1          | 1          | 2          | 2          | 3          | 4          | 5          | 6          | 7          | 8          | 9          | 10 |
| Acteur               | Personnage | A          | B          | A          | B          |            |            |            |            |            |            |            |    |
| -------------------- | ---------- | ---------- | ---------- | ---------- | ---------- | ---------- | ---------- | ---------- | ---------- | ---------- | ---------- | ---------- | -- |
| Alexandra Beaton     | Emily      | Principale | Principale | Principale | Principale | Récurrente | Récurrente | Principale | Principale | Principale |            |            |    |
| Victoria Baldesarra  | Michelle   | Principale | Principale | Principale | Principale | Principale | Principale | Principale | Principale | Récurrente | Récurrente | Récurrente |    |
| Trevor Tordjman      | James      | Principal  | Principal  | Principal  | Principal  | Principal  | Principal  | Récurrent  |            | Invité     | Invité     |            |    |
| Brittany Raymond     | Riley      | Principale | Principale | Principale | Principale | Principale | Principale | Récurrente |            | Invité     |            |            |    |
| Tamina Pollack-Paris | Tiffany    | Principal  | Principal  | Récurrente | Récurrente |            | Invitée    |            |            |            |            |            |    |
| Jordan Clark         | Giselle    | Principale | Principale | Principale | Principale | Principale | Récurrente |            | Récurrente | Invité     | Récurrente |            |    |
| Jennifer Pappas      | Chloe      | Principale | Principale | Principale | Principale | Principale |            |            | Invité     |            |            |            |    |
| Isaac Lupien         | Eldon      | Principal  | Principal  | Principal  | Principal  | Principal  | Récurrente | Récurrente | Récurrente | Récurrente | Récurrente | Principal  |    |
| Samantha Grecchi     | Stephanie  | Principale | Principale | Récurrente | Récurrente | Principale | Récurrente |            |            | Invité     |            |            |    |
| Lamar Johnson        | West       | Principal  | Principal  | Principal  | Principal  | Principal  | Récurrent  | Principal  |            | Invité     |            |            |    |
| Brennan Clost        | Daniel     | Principal  | Principal  | Principal  | Principal  | Principal  | Récurrent  | Invité     | Principal  |            |            |            |    |
| Shamier Anderson     | Chris      | Principal  | Principal  | Invité     | Invité     |            |            |            |            |            |            |            |    |
| Bree Wasylenko       | Kate       | Principale | Principale | Principale | Principale | Principale | Récurrent  | Récurrent  | Récurrent  | Invité     |            | Récurrent  |    |
| Logan Fabbro         | Amanda     | Récurrente | Récurrente | Principale | Principale | Principale | Principale |            |            | Invité     |            |            |    |
| Natalie Krill        | Phoebe     |            |            | Principale | Principale | Principale | Invité     |            |            |            |            |            |    |
| Zac Vran             | Hunter     |            |            | Principal  | Principal  | Récurrente |            |            |            |            |            |            |    |
| Taveeta Szymanowicz  | Thalia     |            |            | Principale | Principale | Principale | Récurrente | Invité     | Récurrente |            |            |            |    |
| Devon Mickael Brown  | Max        | Récurrente | Récurrente | Récurrente | Récurrente | Principal  | Invité     |            |            |            |            |            |    |
| Cierra Healey        | Cierra     |            |            |            |            | Principale | Récurrente |            |            |            |            |            |    |
| Shantel Angela       | Shantel    |            |            |            |            | Principale |            |            |            |            |            |            |    |
| Myles Erlick         | Noah       | Récurrente | Récurrente | Récurrente | Récurrente | Principal  | Principal  | Principal  | Principal  |            |            |            |    |
| Alexandra Chaves     | Piper      |            |            |            |            |            | Principale | Principale | Principale | Principale | Principale | Invité     |    |
| Giuseppe Bausilio    | Alfie      |            |            |            |            |            | Principal  |            |            | Invité     |            |            |    |
| Erika Prevost        | Sloane     |            |            |            |            |            | Principale | Récurrente | Invité     |            |            |            |    |
| Akiel Julien         | Latroy     |            |            |            |            |            | Principale | Principale | Récurrente |            |            |            |    |
| Skylar Healey        | Skylar     |            |            |            |            | Récurrente | Principale | Récurrente |            |            |            |            |    |
| Allie Goodbun        | Cassie     |            |            |            |            |            | Principale |            |            |            |            |            |    |
| Shelby Bain          | Amy        |            |            |            |            |            | Principale | Principale | Principale | Principale | Principale |            |    |
| Briar Nolet          | Richelle   |            |            | Récurrente | Récurrente | Récurrente | Principale | Principale | Principale | Principale | Principale | Invité     |    |
| Isaiah Pack          | Henry      |            |            |            |            |            | Principal  | Principal  | Principal  | Principal  |            |            |    |
| Dilan Ratzlaff       | Jacquie    |            |            |            |            |            |            | Principale | Principale |            |            |            |    |
| Jessica Lord         | Lola       |            |            |            |            |            |            | Principale |            |            |            |            |    |
| Julian Lombardi      | Ozzy       |            |            |            |            |            |            | Principal  | Principal  | Principal  | Principal  |            |    |
| Noah Zulfikar        | Kingston   |            |            |            |            |            |            | Principal  | Principal  | Principal  | Principal  |            |    |
| Dawson Handy         | Josh       |            |            |            |            |            |            | Principal  |            |            |            |            |    |
| Milaina Robinson     | Zara       |            |            |            |            |            |            | Principal  |            |            |            |            |    |
| Hanna Miller         | Heather    |            |            |            |            |            | Récurrente | Principale | Invité     |            |            |            |    |
| Sage Linder          | Summer     |            |            |            |            |            |            |            | Principale | Principale | Invité     |            |    |
| Emmerly Tinglin      | Kenzie     |            |            |            |            |            |            |            | Principale | Principale | Principale | Principale |    |
| Liam Mackie          | Finn       |            |            |            |            |            |            |            | Principal  | Principal  | Principal  |            |    |
| Berkeley Ratzlaff    | Davis      |            |            |            |            |            |            |            | Principale |            |            |            |    |
| Danielle Verayo      | Cléo       |            |            |            |            |            |            |            |            | Principale | Principale | Invité     |    |
| Carter Musselman     | Heath      |            |            |            |            |            |            |            | Récurrente | Principal  | Principal  | Principal  |    |
| Katie Ortencio       | Lily       |            |            |            |            |            |            |            | Récurrente | Principal  | Principal  | Invité     |    |
| Myles Dobson         | Nick       |            |            |            |            |            |            |            |            | Principal  | Principal  | Principal  |    |
| Ben Williams         | Pete       |            |            |            |            |            |            |            |            | Récurrente | Principal  | Principal  |    |
| Blake Talabis        | Anthony    |            |            |            |            |            |            |            |            |            | Principal  | Principal  |    |
| Melody Cao           | Daisy      |            |            |            |            |            |            |            |            |            | Principal  | Récurrente |    |
| Brandon Lising       | Xander     |            |            |            |            |            |            |            | Invité     | Invité     | Principal  | Récurrente |    |
| Maija Makila         | Dylan      |            |            |            |            |            |            |            |            |            | Principal  |            |    |
| Autumn Daye-Fraser   | Ebby       |            |            |            |            |            |            |            |            |            | Principal  | Principal  |    |
| Renee Romolo         | Izzy       |            |            |            |            |            |            |            |            | Récurrente | Principal  | Principal  |    |
| Shane Mahabir        | Ethan      |            |            |            |            |            |            |            |            | Récurrente | Principal  | Principal  |    |
| Molly Saunders       | Jude       |            |            |            |            |            |            |            |            | Récurrente | Principal  | Invité     |    |
| Mila Sophia Tupy     | Jett       |            |            |            |            |            |            |            |            |            | Principal  | Principal  |    |
| Kate Roman           | Ariana     |            |            |            |            |            |            |            |            |            | Récurrente | Principal  |    |
| Hattie Kragten       | Olive      |            |            |            |            |            |            |            |            |            |            | Principal  |    |
| Nicholas McClung     | Niall      |            |            |            |            |            |            |            |            |            |            | Principal  |    |
| Sheriauna Haase      | Adèle      |            |            |            |            |            |            |            |            |            |            | Principal  |    |

 Source et légende : version québécoise (VQ) sur Doublage.qc.ca

## Développement
- Le 24 février 2012, Family Channel commande 26 épisodes d'une demi-heure. Le tournage a commencé en 2013 à Toronto, en Ontario.
- Le 9 avril 2013, Family Channel a annoncé une saison 2. Le tournage a commencé le 24 juillet 2013.
- Le 8 avril 2014, la série a été renouvelée pour une saison 3.
- Le 6 avril 2015, la série sera renouvelée pour une saison 4.
- Le renouvellement de la série pour une saison 5 a été annoncée le 21 mars 2016 par Frank van Keeken.
- La série a été renouvelée pour une sixième saison de 26 épisodes qui sera diffusée en septembre 2018.

## Liste des épisodes
| Saison | Saison | Épisodes | Épisodes          | Canada            | Canada            | France             | France            |
| Saison | Saison | Épisodes | Épisodes          | Début             | Fin               | Début              | Fin               |
| ------ | ------ | -------- | ----------------- | ----------------- | ----------------- | ------------------ | ----------------- |
|        | 1      | 30       | 14                | 8 mars 2013       | 7 juin 2013       | 1er septembre 2015 | 18 septembre 2015 |
| 16     | 1      | 30       | 20 septembre 2013 | 3 janvier 2014    | 21 septembre 2015 | 12 octobre 2015    |                   |
|        | 2      | 34       | 17                | 7 mars 2014       | 6 juin 2014       | 13 octobre 2015    | 4 novembre 2015   |
| 17     | 2      | 34       | 12 septembre 2014 | 2 janvier 2015    | 5 novembre 2015   | 27 novembre 2015   |                   |
|        | 3      | 30       | 15                | 16 mars 2015      | 2 avril 2015      | 7 novembre 2016    | 25 novembre 2016  |
| 15     | 3      | 30       | 11 septembre 2015 | 11 décembre 2015  | 28 novembre 2016  | 16 décembre 2016   |                   |
|        | 4      | 40       | 20                | 15 février 2016   | 24 juin 2016      | INÉDIT             | INÉDIT            |
| 20     | 4      | 40       | 14 octobre 2016   | 12 mai 2017       |                   | INÉDIT             | INÉDIT            |
|        | 5      | 20       | 10                | 26 mai 2017       | 11 août 2017      | INÉDIT             | INÉDIT            |
| 10     | 5      | 20       | 13 octobre 2017   | 15 décembre 2017  |                   | INÉDIT             | INÉDIT            |
|        | 6      | 26       | 13                | 29 septembre 2018 | 28 octobre 2018   | INÉDIT             | INÉDIT            |
| 13     | 6      | 26       | 2 mars 2019       | 7 avril 2019      |                   | INÉDIT             | INÉDIT            |
|        | 7      | 26       | 2                 | 13 décembre 2019  | 13 décembre 2019  | INÉDIT             | INÉDIT            |
| 12     | 7      | 26       | 8 janvier 2020    | 18 mars 2020      |                   | INÉDIT             | INÉDIT            |
| 12     | 7      | 26       | 20 mai 2020       | 12 août 2020      |                   | INÉDIT             | INÉDIT            |
|        | 8      | 27       | 13                | 26 septembre 2022 |                   |                    |                   |
| 14     | 8      | 27       | 7 novembre 2022   |                   |                   |                    |                   |
|        | 9      | 22       | 11                | 7 avril 2024      | 19 avril 2024     |                    |                   |
| 11     | 9      | 22       | 26 avril 2024     | 24 mai 2024       |                   |                    |                   |
|        | 10     | 20       |                   | juin 2025         |                   |                    |                   |

### Saison 1 (2013-2014)
1. Que la fête commence (Get The Party Started)
2. En avant la danse (Everybody Dance Now)
3. La danse, toujours la danse (Dance, Dance)
4. Entre l'arbre et l'écorce (Rock and a Hard Place)
5. Drame au soleil (Steal My Sunshine)
6. Danseurs ou espions (Good Girls Go Bad)
7. Une histoire d'amour (Love Story)
8. Toi et moi (Just the Two of Us)
9. Les stars de la vidéo (Video Killed the Radio Star)
10. La route du bonheur (Road To Joy)
11. Tu peux garder le secret ? (Can You Keep A Secret?)
12. Un vent de nouveauté (Get It Together)
13. Déception à l'horizon (Don't Go Breaking My Heart)
14. Sabotage (Sabotage)
15. Changements (Changes)
16. Désagréments (Help)
17. Un malheur n’arrive jamais seul (Forget You)
18. Du nouveau dans la troupe (Brand New)
19. Premier rendez-vous (First Date)
20. La famille d’abord (We Are Family)
21. Manœuvre dangereuse (Break Stuff)
22. Reviens-nous (Come Back… Be Here)
23. Dansons dans les rues (Dancing in the Street)
24. Danser n’a pas de prix (Price Tag)
25. L'heure est à la rigolade (Bad Moon Rising)
26. Un sentiment incontrôlable (Can't Fight This Feeling)
27. Le grand jour approche (I'm So Excited)
28. Problème de costume (Fancy Footwork)
29. L'heure est à la compétition (This Is How We Do It)
30. Que les meilleurs gagnent (Winner Takes All)

### Saison 2 (2014-2015)
1. Que la fête commence ! (Don't Stop the Party)
2. Mon copain est de retour (My Boyfriend's Back)
3. Prêts à commencer ! (Ready to Start)
4. Les dernières coupures ! (The Final Cut)
5. Cette fille, elle est à moi (The Girl Is Mine)
6. Bouge de là (Work It)
7. Duos et duels (It Takes Two)
8. Que vais-je faire ? (What'll I Do)
9. Jamais assez ? (Never Enough)
10. J'espère l'obtenir (I Hope I Get It)
11. Je peux tout faire bien mieux que toi (Anything You Can Do, I Can Do Better)
12. Passer à autre chose (Time to Move On)
13. Le chat sort du sac (The Truth Comes Out)
14. Chantons (Sing)
15. C'est toi que je veux (You're the One That I Want)
16. Les brumes de l'hiver (Hazy Shade of Winter)
17. Au jeu ! (Game On)
18. Notre amour est au rendez-vous (Make a Plan To Love Me)
19. Sacrifice (Sacrifice)
20. Cœurs brisés (Heartbreaker)
21. Voici les ennuis (Hello Trouble)
22. Perdu (Lost)
23. Mieux que ça (Better Than This)
24. Sous pression (Under Pressure)
25. Dansons (Just Dance)
26. Du calme (Water It)
27. Les rois de la ville (Run This Town)
28. Deuxième confrontation (Re-Match)
29. Vieil ami (Old Friends)
30. Je ne sais pas (I Don't Know)
31. Qu'est-ce que tu attends ? (What You Waiting For?)
32. Tu m'aime (You Love Me)
33. Zone dangereuse
34. Retour en arrière

### Saison 3 (2015)
1. Retour au bercail (Coming Home?)
2. À vos marques, prêts… duel ! (Game, Set, and Match)
3. Secrets (Secrets)
4. Que la compétition commence (Let the Games Begin)
5. Point de rupture (The Fallout)
6. Les temps changent (The Times They Are a Changin')
7. Un nouveau commencement (Your New Beginning)
8. Je suis le capitaine (I'm Your Captain)
9. Casse-noisette (The Nutcracker Prince)
10. Triangle amoureux (Can't Fight This Feeling)
11. Épouse-moi (Marry Me)
12. Dure décision (Do The Right Thing)
13. Toi d'abord (Put You First)
14. Une place convoiée (I Hope I Get It)
15. Nouvelle arrivée (The New Girl in Town)
16. Energie positive (Sweet Spot)
17. Danse carrée (Square Dance)
18. Messages confus (Mixed Messages)
19. Lourde absence (Never There)
20. Tous imparfaits (Cry Me a River)
21. Je t'abandonne (Today I'm Getting Over You)
22. L'heure est à la fête (It's my Party)
23. Bienvenue à Miami (Welcome to Miami)
24. Perdus en mer (Lost at Sea)
25. Quand la guerre est terminée (When the War is Over)
26. Le monde, c'est nous (We are the World)
27. Aveugle (Blind)
28. On tourne et on tourne (Turn, Turn, Turn)
29. Elle n'est pas toi (She's Not You)
30. C'est la fin (How It Ends)

### Saison 4 (2016-2017)
1. C'est reparti (One More Time)
2. Que d'émotions (Stir It Up)
3. Des têtes vont rouler (Heads Will Roll)
4. Bienvenue dans la jungle (Welcome to the Jungle)
5. Retour à la case de départ (Square one)
6. L'appel de Londres (London Calling)
7. Une seule direction (Walk This Way)
8. Un prince en fugue (Runaway)
9. Danse avec moi-même (Dancing with Myself)
10. Une ironie du sort (Simple Twist of Fate)
11. Au bord du gouffre (On the Rocks)
12. Derrière le masque (Knowing Me, Knowing You)
13. À moi de jouer (The Game Belongs To Me)
14. Une offre déclinée (I Can't Go for That)
15. Je n'ai d'yeux que pour toi (I Only Have Eyes for You)
16. Jusqu'à ce que l'amour nous sépare (Love Will Tear Us Apart)
17. Je suis seul responsable (Nobody's Fault But Mine)
18. Ton heure a sonné (Your Time Is Gonna Come)
19. Tiens-tu vraiment à moi? (How Deep Is Your Love)
20. Dans le feu de l'action (Heat of the Moment)
21. Un baiser et des révélations (Kiss and Tell)
22. La rumeur court (Rumour Has It)
23. Le retour de James (Here Comes Your Man)
24. Un amour entaché (Tainted Love)
25. Fou d'amour (A Fool in Love)
26. La police du karma (Karma Police)
27. Toi seul (Only You)
28. En zone dangereuse (Danger Zone)
29. Rivalité (Rivalry)
30. Personne n'est parfait (Nobody's Perfect)
31. Remue-ménage (Shake it Off)
32. Tous unis (Come Together)
33. Situation difficile (It Ain't Easy)
34. L'amour est plus fort que tout (Bold As Love)
35. Reprendre les choses en main (Taking Care of Business)
36. Bientôt la gloire (The Edge of Glory)
37. Encore mieux que dans les rêves (Even Better Than the Real Thing)
38. Personne ne m'arrêtera (Don't Stop Me Now)
39. Vivre d'espoir (Livin' on a Prayer)
40. Un changement va survenir (A Change is Gonna Come)

### Saison 5 (2017)
1. Nouveau régime (A New Regime)
2. Michelle à l'Ouest (Go West, Young Michelle)
3. Danse, mensonges et skates volants (Dance, Lies and Hoverboards)
4. Fais-moi danser, Léon ( Leon Me)
5. Rira bien qui rira le dernier (It's All Fun and Games…)
6. Sans pitié (No Good Deed)
7. Heather(Heathers)
8. 12 heures sur la liste (12 Hour Party People)
9. Deux Eldon pour le prix d'un (A Tale of Two Eldons)
10. Unité et division (United and Divided)
11. Est contre Ouest (East Meets West)
12. Les meilleurs des mondes (Brave New World)
13. Guerre civil au Studio (TNS: Civil War)
14. Un pour tous, tous pour un (Stand Together or Fall Apart)
15. Ça change tout (This Changes Everything)
16. Promesses de campagne (Stand and Delivrer)
17. Liens fraternels (Oh Brother! Why Are Thou Here?)
18. J'ai une idée (I Have a Vision)
19. Décisions rapides (Snap Decision)
20. La pointe de non retour (Pointe of No Return)

### Saison 6 (2018-2019)
1. Faux départ (Grave New World)
2. (Wink It Out)
3. (Dance-Zilla)
4. Coup d'État (Coup d'Etat)
5. (Summer Lovin')
6. Piroutettes et méchanceté (Mean Twirls)
7. (Oh Solo Me-Oh)
8. (Mash-Up Match-Up)
9. (Amy's Prom Has Got It Goin' On)
10. (Twinkle Toes)
11. (Never Been Picked)
12. (Convention Tension)
13. (Sweet and Salty)
14. (Ty'd to You)
15. (All the Marbles)
16. La belle et la bête (Less Beauty, More Beast)
17. (Contemporary Contempt)
18. (Little Big Lies)
19. (Pas De Don't)
20. (Audition Subtraction)
21. (Dancing with the Enemy)
22. (His Girl, Summer)
23. (A-Troupe Escape)
24. (No Shell)
25. (And Then There Were Three)
26. (Piano Man)

### Spécial de Noël (2019)
1. It's a Wonderful Life, Piper / C'est une magnifique vie , Piper

### Saison 7 (2020)
1. Le départ (The Goodbye Girl)
2. Danse du retour (The Comeback Kid)
3. Univers alternatif (Alternate Universe)
4. Trois c'est trop ! (Three's a Crowd)
5. Bonne nuit et Bonne chance (Good Night and Good Luck)
6. Préférence (The Favourite)
7. Une star est née (A Star is Born)
8. Le voleur de vélo (The Bicycle Thief)
9. Summer , ça craint pour toi ! (The Fall of Summer)
10. Avec de l'espoir ( A Tale of Two Auditions)
11. Il ne peut y en avoir qu'un (There Can Only Be One)
12. Sous le feu des projecteurs (Lights, Camera, Action!)
13. Une belle histoire romantique (A Fine Showmance)
14. Allez la Troupe B !  (B-Troupe, Best Troupe!)
15. Un nouveau visage (The Absolute Face of Funder Bros)
16. Amicalement nuageux(The Friendly Skies)
17. Un rendez-vous rendez-fou(Eight Crazy Dates)
18. Duo (Just Duet)
19. (Big Decisions)
20. Danse de la résurrection (Dance, Dance, Resurrection)
21. Service de chambre(Room Service)
22. Ça commence aujourd'hui (And So it Begins)
23. Vas-y Finn(Play it Again, Finn)
24. Tout se résume à ça(It All Comes Down to This)